# SECR-Klasse K
Die Klasse K, auch River-Klasse, war eine Baureihe von 20 Tenderlokomotiven der South Eastern and Chatham Railway (SECR), die für den Schnellzugverkehr auf den Strecken der ehemaligen London, Chatham and Dover Railway (LCDR) ausgelegt waren. Der Entwurf für die Lokomotiven der Bauart 1’C2’ h2t stammte von Richard Maunsell, dem Chief Mechanical Engineer (CME) der SECR. Eine einzelne Lokomotive wurde als Dreizylinder-Lokomotive gebaut und in die Klasse K1 eingeordnet. Die Lokomotiven bewährten sich nicht, da die Wasservorräte für den Schnellzugdienst zu klein waren und die Lokomotiven auf dem leichten Oberbau der ehemaligen LCDR-Strecken schlechte Laufeigenschaften zeigten, was kurz nach der Indienststellung zu mehreren Entgleisungen führte. Nach dem Unfall bei Sevenoaks wurden die Lokomotiven von der Southern Railway (SR) in 1’C-Schlepptenderlokomotiven der Klasse U respektive der Klasse U1 umgebaut.

## Geschichte
Im Jahr 1917 wurde die Vorserienlokomotive Nr. 790, die in Ashford gebaut wurde, dem Verkehr übergeben. Zunächst wurden jedoch keine weiteren Lokomotiven gebaut, da die Werkstätten aufgrund des Ersten Weltkrieges mit der Wartung im Rückstand waren. 1920 wurden zehn Lokomotiven in Ashford in Auftrag gegeben. Um den Bau zu beschleunigen, wurden Rahmen, Zylinderblock und Wassertanks bei Royal Arsenal in Woolwich sowie der Kessel bei North British Locomotive Company in Auftrag gegeben.
Der Bau der Lokomotiven hatte jedoch noch nicht begonnen, als die SECR in die Southern Railway (SR) eingegliedert wurde. Nachdem Maunsell auch bei der SR die Position des Chief Mechanical Engineer (CME) behielt, stellte er 1925 fest, dass die Nr. 790 auch auf den ehemaligen Strecken der London, Brighton and South Coast Railway (LB&SCR) eingesetzt werden konnte. Daraufhin ließ er aus den bereits gefertigten Teilen neun Lokomotiven bei Armstrong-Whitworth montieren. Diese Lokomotiven wurden 1925 mit den Nummern A791 bis A799 abgeliefert. Aus den vorhandenen Teilen entstanden neun Lokomotiven der Klasse K. Den letzten Satz Bauteile nutzte Maunsell, um in Ashford eine Dreizylinder-Variante der K-Klasse zu bauen, die mit der Nummer A890 in die Klasse K1 eingeordnet wurde.
Im Mai 1925 bestellte Maunsell bei den hauseigenen Werkstätten in Brighton weitere zehn Lokomotiven der Klasse K, die zwischen Juli und Dezember 1926 abgeliefert wurden. Die Lokomotiven waren mit modifizierten Federung für die Vorlaufachse und das nachlaufende Drehgestell ausgerüstet, um die Fahreigenschaften der Lokomotiven zu verbessern. Das Fahrpersonal hatte sich bei den bereits gelieferten Lokomotiven über unzureichende Fahreigenschaften beschwert, die sich besonders auf dem leichten Oberbau der Strecken der ehemaligen LCDR bemerkbar machten. Im Gegensatz zu den zuvor abgelieferten Lokomotiven, die sowohl mit Vakuum- wie auch mit Druckluftbremse ausgestattet waren, wurden die neuen Lokomotiven ausschließlich mit Vakuumbremse gebaut.
Im März 1926 wurden bei den Werkstätten in Brighton und in Ashford jeweils zehn weitere Lokomotiven bestellt, obwohl die Betriebsabteilung die Notwendigkeit einer so umfangreichen Beschaffung großer Tenderlokomotiven für den Reisezugverkehr in Frage stellte. Die Arbeiten hatten bereits begonnen, als die Bestellung nach dem Unfall von Sevenoaks im Jahre 1927 storniert wurde. Die Rahmen und Zylinder, deren Fertigung bereits im Gange war, wurden stattdessen für den Bau der ersten zwanzig Lokomotiven der Klasse U verwendet. Im Jahr 1928 wurden alle 21 Lokomotiven in den Werkstätten in Ashford und Brighton zu 1’C-Schlepptenderlokomotiven umgebaut. Die überzähligen Laufdrehgestelle wurden teilweise für den Bau der Güterzug-Tenderlokomotiven der Klasse W verwendet. Keine Lokomotiven der Klassen K oder K1 erhalten geblieben.

## Unfälle
Die schlechten Laufeigenschaften der Lokomotiven führten zu Entgleisungen, die im besonders regenreichen Jahr 1927 schließlich dazu führten, dass alle Lokomotiven aus dem Verkehr gezogen wurden. Am 2. August 1927 entgleiste die Lokomotive A800 River Cray in Maidstone East, angeblich weil der Bogen vom Hafengleis zum Depot zu eng war. Die Lokomotiven waren für einen Mindestradius von 100 m (5 chains) konstruiert, während die betreffende Kurve jedoch nur Radius von 80 m (4 chains) aufwies.
Am 20. August 1927 entgleiste die Dreizylinder-Lokomotive A890 River Frome mit zehn der elf Wagen des über Maidstone geführten Zuges von London Charing Cross nach Margate. Der Unfall ereignete sich kurz nach der Durchfahrt von Bearsted. Trotz einer Geschwindigkeit von 65 km/h (40 mph) gab es beim Unfall glücklicherweise nur Leichtverletzte. Bereits im März desselben Jahres war die Lokomotive zwischen Wrotham und Otford Crossing entgleist, konnte sich jedoch nach einer Fahrt von ca. 1,2 km (3⁄4 mi) beim Bahnübergang in Otford selbst wieder eingleisen. Beide Vorfälle ereigneten sich nach starken Regenfälle, die das Gleisbett aufgeweicht hatten.
Nur vier Tage nach dem Unfall bei Bearsted ereignete sich am 24. August ein schwerer Unfall bei Sevenoaks. Die Lokomotive Nr. A800 River Cray entgleiste um 17:30 etwa 1,2 km vor dem Bahnhof Bearsted mit einem aus acht Wagen bestehenden Reisezug von London Cannon Street nach Deal. Die Entgleisung fand in einem Linksbogen mit einem Radius von 1090 m (54 chains) statt. Bei dem Unfall starben 13 Reisende, 21 Personen erlitten schwere Verletzungen und mindestens 40 weitere waren leicht verletzt.
Die hohe Anzahl an Toten und Verletzten war darauf zurückzuführen, dass sich der entgleiste Zug teilweise noch unter einer Brücke hindurch bewegte, die schräg über die Gleise führte und einen Mittelpfeiler aufwies. Die entgleiste Lokomotive kollidierte sowohl mit dem Mittelpfeiler sowie mit dem Widerlager der Brücke und kam etwa 100 m nach der Brücke zum auf der Seite liegend zum Stillstand. Die meisten Opfer befanden sich im vierten Wagen, der unter der Brücke verkeilt wurde. Nach dem Unfall wurden alle Lokomotiven aus dem Verkehr gezogen und in Schlepptenderlokomotiven umgebaut. Bei Probefahrten mit den Lokomotiven Nr. 803 River Itchen und 890 River Frome, die sowohl unter der Aufsicht von Nigel Gresley bei der London and North Eastern Railway (LNER) als auch bei der Southern Railway (SR) durchgeführt wurden, konnten jedoch keine eindeutigen Mängel im Design der Lokomotive festgestellt werden, auch nicht ein Zusammenhang mit den Wasservorräten in den Seitentanks.

Entgleisung von Sevenoaks
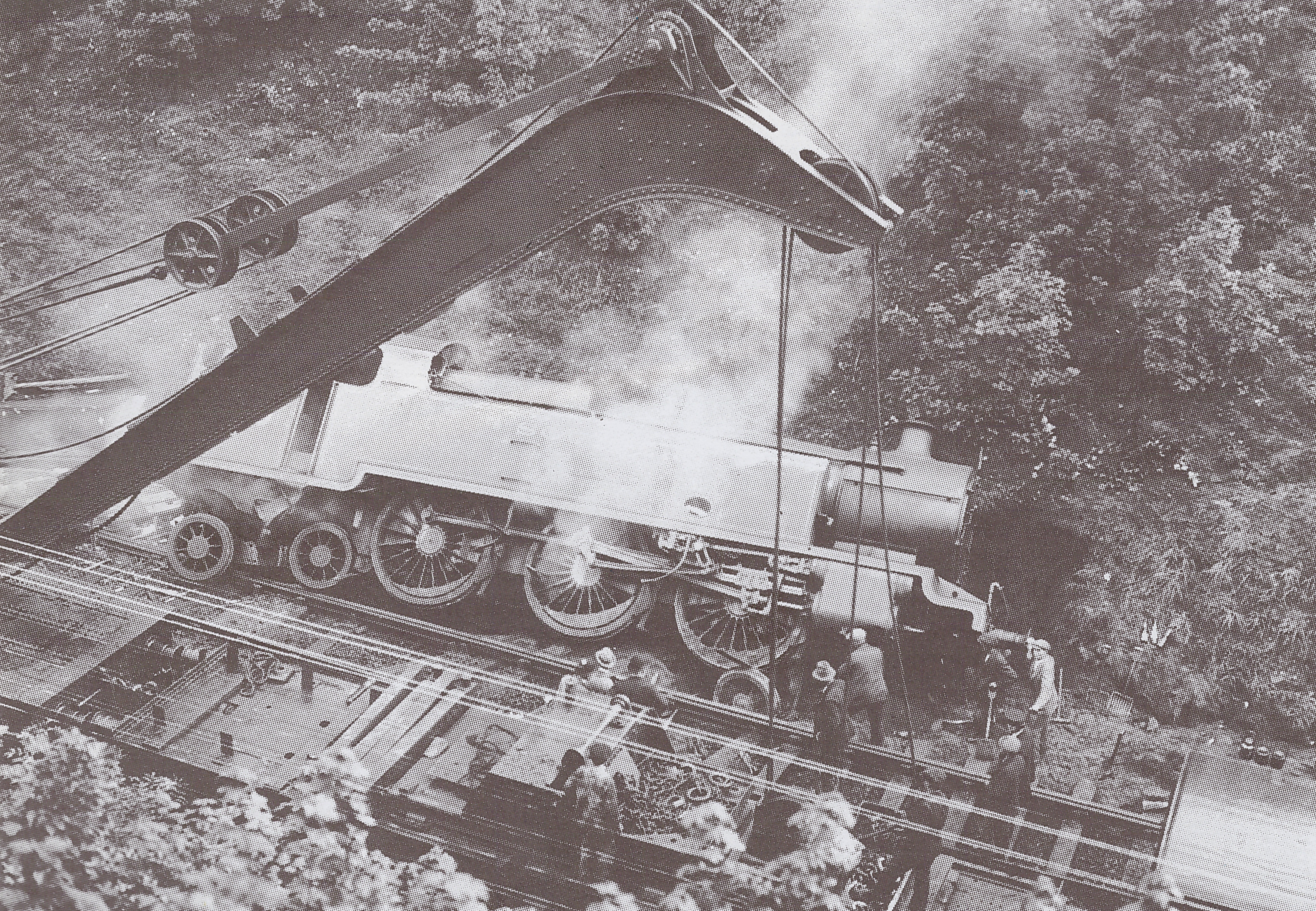
Auf der Seite liegende Lokomotive Nr. A800
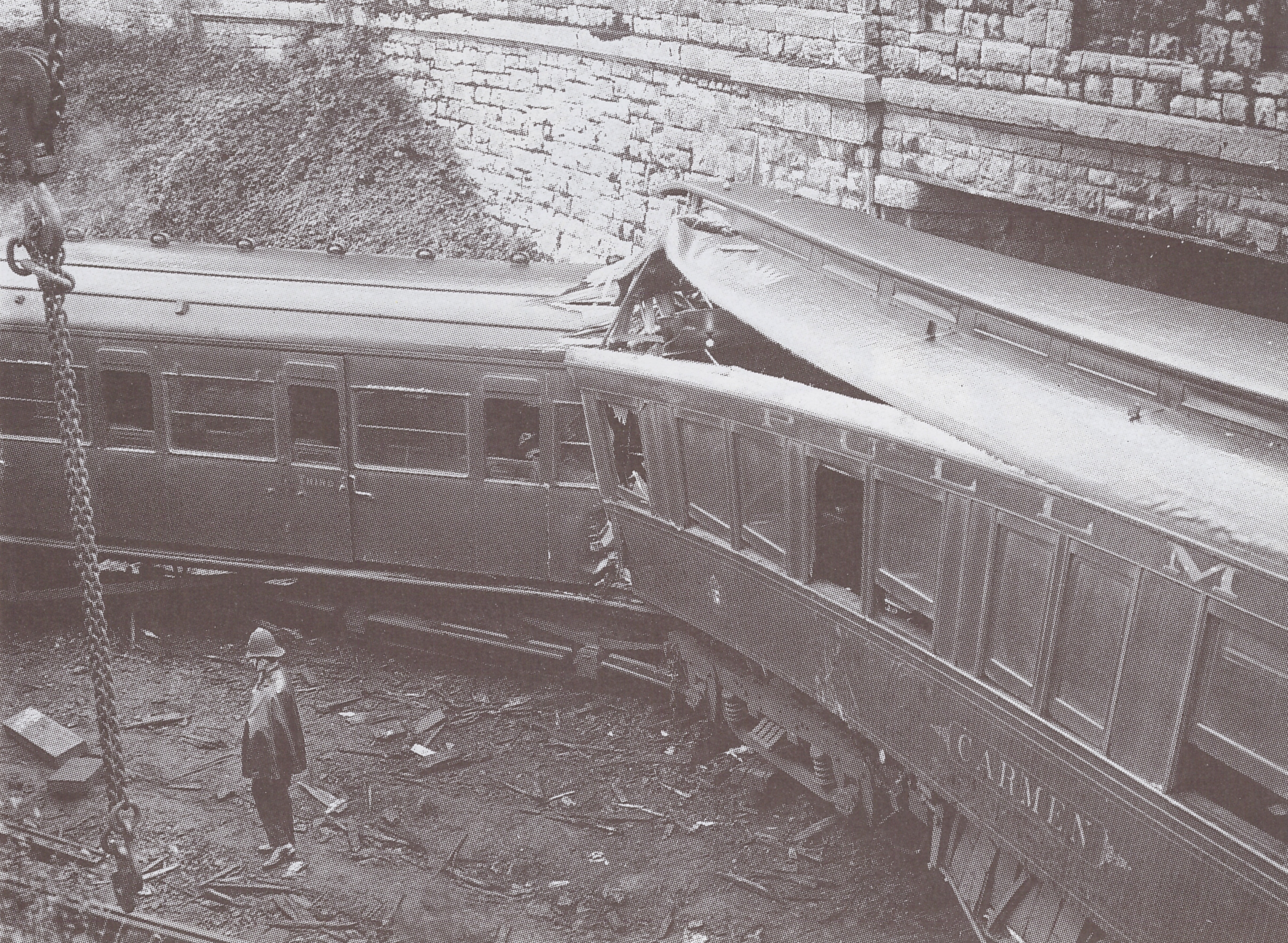
Unter der Brücke verkeilter Pullmanwagen Carmen und 2./3.-Klasse-Wagen Nr. 988

## Technik

### Klasse K
Die Lokomotiven wiesen viele Gemeinsamkeiten mit den 1’C h2-Schlepptenderlokomotiven der Klasse N auf. Triebwerke, Zylinderblöcke und Kessel waren identisch, jedoch hatten sie im Vergleich zur N-Klasse größere Triebräder. Die Laufradsätze der vorderen Bisselachse und des hinteren Drehgestells verfügten über die gleichen Räder wie die Vorlaufachse der Klasse N. Der hohe Schwerpunkt der Lokomotiven, die steife Federung und das hin- und herschwappende Wasser in den Seitentanks führten dazu, dass die Lokomotiven insbesondere auf leichtem Oberbau gefährliche Wankbewegungen ausführten, die letztlich zur Entgleisung in Sevenoaks führten. Aus diesem Grund erhielten die Lokomotiven vom Personal, angelehnt an die Bezeichnung als River Class, den Spitznamen Rolling Rivers. Der Spitzname hat keine eindeutige deutsche Übersetzung. Ein Rolling River ist am ehesten ein mit starker Strömung dahinziehender Fluss, spricht aber im Zusammenhang mit den Lokomotiven auch die Wankbewegungen (englisch rolling motions) an. 

Typenskizze Klasse K

### Klasse K1
Die Klasse K1 bestand aus nur einer Lokomotive mit der Nummer A890. Im Gegensatz zur K-Klasse hatte diese Lokomotive ein Dreizylinder-Triebwerk. Im Gegensatz zur K-Klasse verfügte diese Lokomotive über ein Dreizylinder-Triebwerk. Ähnlich wie die dreizylindrigen Lokomotiven der Klasse N1 hatte sie ein zusätzliches Innentriebwerk mit Holcroft-Steuerung, jedoch einen längeren Kolbenhub im Vergleich zur Klasse N1. Die Fahreigenschaften der K1 waren noch schlechter als die der zweizylindrigen K-Klasse, was dazu führte, dass die Lokomotive insgesamt zweimal entgleiste. Auch diese Lokomotive wurde 1928 in eine Schlepptenderlokomotive umgebaut und anschließend in die Klasse U1 eingestuft.

## Namen und Nummern

### Klasse K
| Hersteller          | Baujahr | SECR-Nummer | SR-Nummer | SR-Name        | Umbaujahr | Umbau durch | Ausmusterung |
| ------------------- | ------- | ----------- | --------- | -------------- | --------- | ----------- | ------------ |
| Ashford             | 1917    | 790         | A790      | River Avon     | 1928      | Eastleigh   | 1965         |
| Armstrong-Whitworth | 1925    |             | A791      | River Adur     | 1928      | Eastleigh   | 1966         |
| Armstrong-Whitworth | 1925    |             | A792      | River Arun     | 1928      | Eastleigh   | 1964         |
| Armstrong-Whitworth | 1925    |             | A793      | River Ouse     | 1928      | Eastleigh   | 1964         |
| Armstrong-Whitworth | 1925    |             | A794      | River Rother   | 1928      | Eastleigh   | 1963         |
| Armstrong-Whitworth | 1925    |             | A795      | River Medway   | 1928      | Eastleigh   | 1963         |
| Armstrong-Whitworth | 1925    |             | A796      | River Stour    | 1928      | Eastleigh   | 1964         |
| Armstrong-Whitworth | 1925    |             | A797      | River Mole     | 1928      | Ashford     | 1964         |
| Armstrong-Whitworth | 1925    |             | A798      | River Wey      | 1928      | Ashford     | 1964         |
| Armstrong-Whitworth | 1925    |             | A799      | River Test     | 1928      | Ashford     | 1965         |
| Brighton            | 1926    |             | A800      | River Cray     | 1928      | Ashford     | 1965         |
| Brighton            | 1926    |             | A801      | River Darent   | 1928      | Ashford     | 1964         |
| Brighton            | 1926    |             | A802      | River Cuckmere | 1928      | Ashford     | 1964         |
| Brighton            | 1926    |             | A803      | River Itchen   | 1928      | Brighton    | 1966         |
| Brighton            | 1926    |             | A804      | River Tamar    | 1928      | Brighton    | 1964         |
| Brighton            | 1926    |             | A805      | River Camel    | 1928      | Ashford     | 1963         |
| Brighton            | 1926    |             | A806      | River Torridge | 1928      | Brighton    | 1964         |
| Brighton            | 1926    |             | A807      | River Axe      | 1928      | Brighton    | 1964         |
| Brighton            | 1926    |             | A808      | River Char     | 1928      | Brighton    | 1964         |
| Brighton            | 1926    |             | A809      | River Dart     | 1928      | Brighton    | 1966         |

### Klasse K1
| Hersteller | Baujahr | SECR-Nummer | SR-Nummer | SR-Name     | Umbaujahr | Umbau durch | Ausmusterung |
| ---------- | ------- | ----------- | --------- | ----------- | --------- | ----------- | ------------ |
| Ashford    | 1917    | 890         | A790      | River Frome | 1928      | Eastleigh   | 1965         |